# Depressaria ululana
Depressaria ululana é uma espécie de insetos lepidópteros, mais especificamente de traças, pertencente à família Elachistidae.
A autoridade científica da espécie é Rössler, tendo sido descrita no ano de 1866.
Trata-se de uma espécie presente no território português.